# Vetle Vislie
Vetle Vislie, född 21 september 1858 i Skafså, död 7 februari 1933, var en norsk författare.
Vislie tog lärarexamen 1879 och blev student 1885. Han var lärare och tidningsman samt utgav Norske sagn (1888, flera upplagor) och Boksoga til bruk for seminar og ungdomsskular (1901; fjärde upplagan 1915). Över Aasmund Olavsson Vinje, som väckte hans intresse för landsmålet, till vars företrädare han hörde, skrev han en monografi 1890.
Vislie debuterade som vitter författare 1889 med skådespelet Utan hovding, en skildring av ett bondeuppror i Telemarken på 1500-talet, med allusioner på samtiden. Dramat Fru Gerda (1890) gav kvinnopsykologiska studier efter Henrik Ibsens föredöme. Berättelsen Heldöla (1895), en allmogehistoria, skildrar också ett kvinnoöde. Solvending (1897) tecknar en rättfärdighetsmartyr och grubblare, vars namn han gav åt diktsamlingen Heins kvæde (1898). Romanen Trollringar (1903), den dramatiska Det ruskar i ro (1904), romanerna Malm (1906), Vintervegen (1909), Lukkespel (1911), Det nye riket (1913) och Henrik Svane (1918; tredje upplagan 1919) visa samma tunga, över etiska och sociala spörsmål grubblande natur. Senare utkom bland annat Livsvilje (1921) och Inga frå Varteig (1924).